# Pfrunger-Burgweiler Ried (Bannwald)

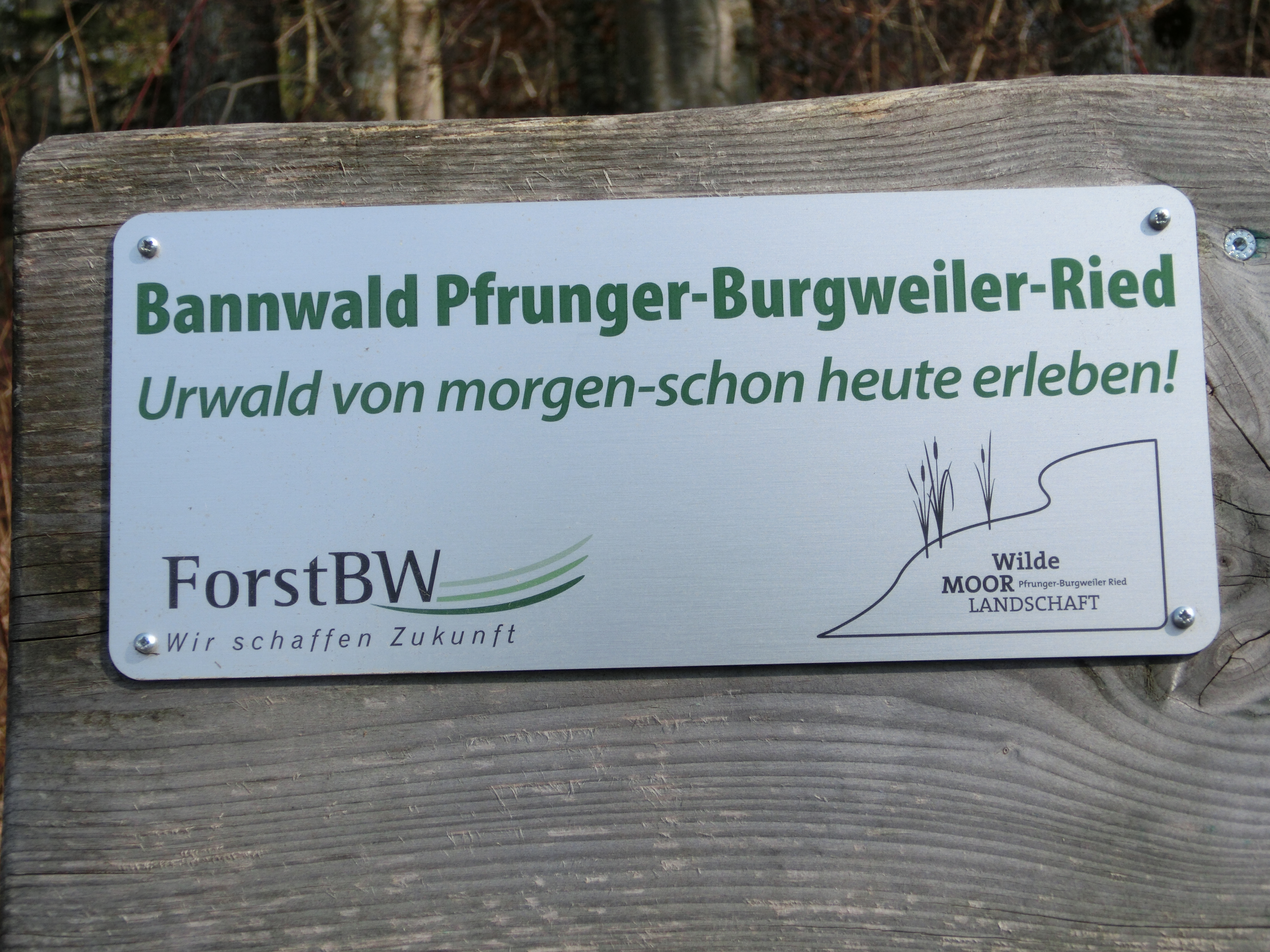
Hinweistafel

Das Gebiet Pfrunger-Burgweiler Ried ist ein mit Verordnung vom 9. Februar 2012 durch die Forstdirektion Tübingen ausgewiesener Bannwald (Schutzgebiet-Nummer 100058) im Süden Baden-Württembergs.
Er ist gut 440 Hektar groß und damit der größte Bannwald Baden-Württembergs.

## Definition
In Baden-Württemberg sind Bannwälder Totalreservate, in denen jegliche Nutzung per Rechtsverordnung verboten ist. In anderen Ländern Deutschlands sind die Totalreservate unter dem Namen Naturwaldreservat, Naturwaldparzelle, Naturwaldzelle oder Naturwald bekannt. Bannwälder dienen der wissenschaftlichen Erforschung natürlicher Abläufe in Wäldern. Durch ihren Reichtum an Struktur und abgestorbenem Holz sind Bannwälder Rückzugsgebiete für viele bedrohte Tier-, Pflanzen- und Pilzarten.

## Lage
Der etwa 440 Hektar große, zum Naturraum Oberschwäbisches Hügelland gehörende Bannwald Pfrunger-Burgweiler Ried liegt rund viereinhalb Kilometer südlich der Gemeinde Ostrach, in der Gemarkung „Burgweiler“, auf einer Höhe von rund 607 bis 617 m ü. NN.
Die Lage in einem Trogtal zwischen innerer und äußerer Endmoräne der Würm-Kaltzeit mit eiszeitlichen Schottern, dichten Seetonablagerungen, schwach-wechselfeuchten Lehmen und Torfböden unterliegt einem subkontinentalen Klima. Die Jahresdurchschnittstemperatur beträgt 6,3 °C, die Jahresniederschlagsmenge 960 Millimeter.

## Geschichte
Das Ried diente bis in das ausgehende 18. Jahrhundert zur extensiven Brennholz-, Streu- und Weidenutzung. Mit königlicher Anordnung von 1822 wurde das Ried urbar gemacht, die Bestrebungen zur intensiven Nutzung hielten bis etwa der 1970er Jahre an. 1991 wurde das Gebiet Großer Trauben als Bannwald unter Schutz gestellt, 1994 die Entwässerung reduziert. Ab 2010 wurden zentrale Bereiche des Moores umfassend wiedervernässt und 2012 der als Bannwald ausgewiesene Bereich auf rund 440 Hektar erweitert.

## Schutzzweck
Wesentlicher Schutzzweck ist es, die unbeeinflusste spontane Entwicklung der Rauschbeeren-Fichten-, Rauschbeeren-Kiefern-Moor-, Schwarzerlen-Bruch-, Traubenkirschen-Erlen-Eschen-, Waldziest-Hainbuchen-Stieleichen- und Waldmeister-Buchenwälder sowie der daran angrenzenden Bereiche mit seinen Tier- und Pflanzenarten zu sichern. Dies beinhaltet den Schutz der Lebensräume und -gemeinschaften, die sich im Gebiet befinden, sich im Verlauf der eigendynamischen Entwicklung des Waldbestandes innerhalb des Schutzgebietes ändern oder durch die eigendynamische Entwicklung entstehen. Zudem soll die wissenschaftliche Beobachtung der Entwicklungsprozesse sichergestellt werden.
Weiterer Schutzzweck ist der Beitrag zur Erhaltung der biologischen Vielfalt in Europa. Der Bannwald ist Teil des von der EU-Kommission anerkannten FFH-Gebiets „Pfrunger Ried und Seen bei Illmensee“ sowie des Vogelschutzgebiets „Pfrunger und Burgweiler Ried“. Im Bannwald bestehen insbesondere Vorkommen des prioritären Lebensraumtyps „Moorwälder“ des Anhangs I der FFH-Richtlinie.

## Betreuung
Wissenschaftlich betreut wird der Bannwald Pfrunger-Burgweiler Ried durch die Forstliche Versuchs- und Forschungsanstalt Baden-Württemberg (FVA).

## Bannwaldturm

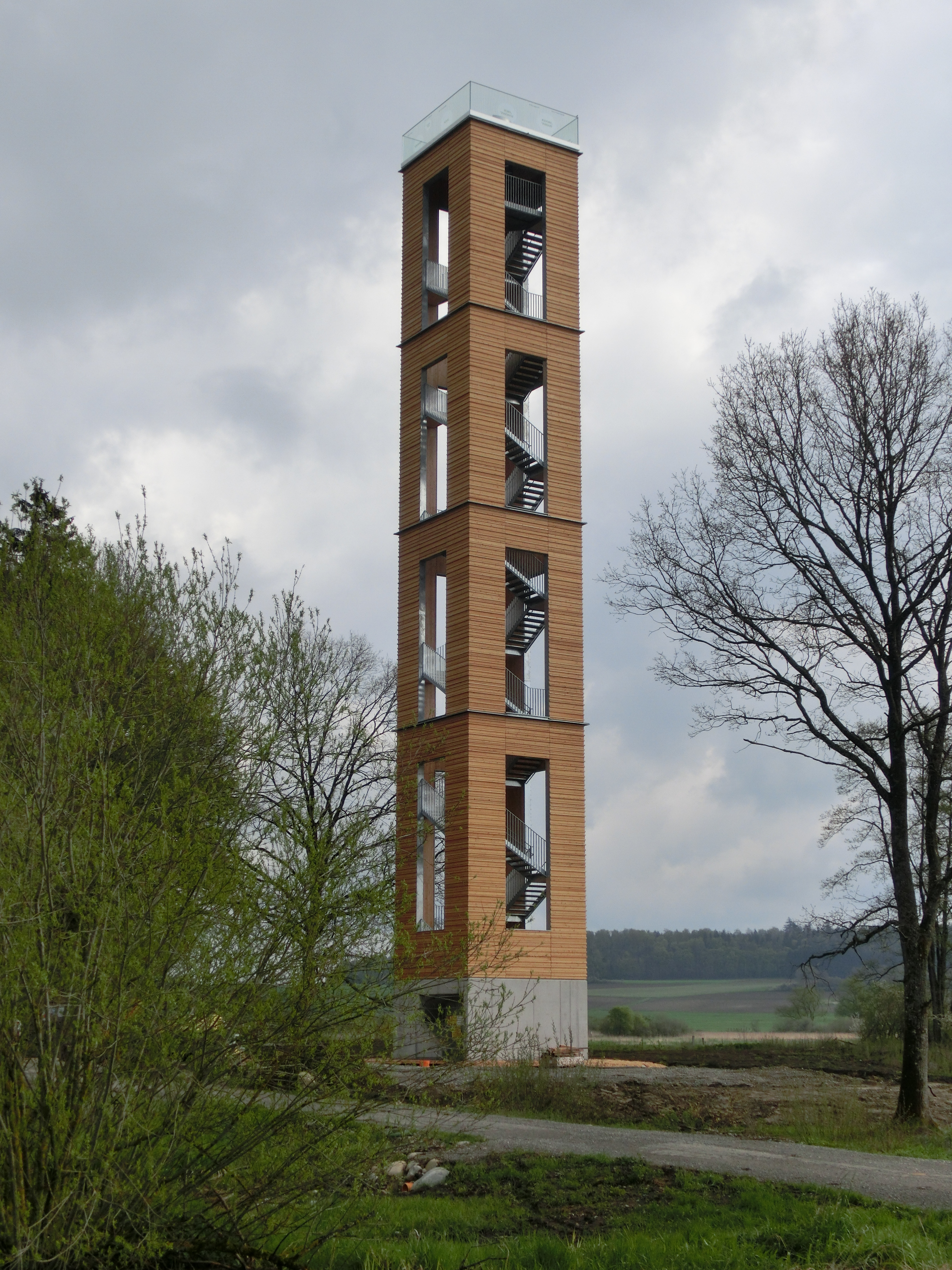
Bannwaldturm

Der Bannwaldturm ist ein 38,8 m hoher Aussichtsturm, den die Gemeinde Ostrach 2016 am südöstlichen Ende des Hornungs errichten ließ. 218 Stufen führen zum Dachpodest des hölzernen Turms, von dem aus sich eine 360 °-Rundumsicht auf den Bannwald und das Ried bietet.

## Flora und Fauna
Im Jahr 1998 wurden bei einem Arten-Inventar mehr als 1600 Pilz-, Pflanzen- und Tierarten beschrieben. Einige dieser Arten stehen auf der Roten Liste gefährdeter Arten Baden-Württembergs, sie sind teils vom Aussterben bedroht.
Viele Lebewesen, unter anderem holzzersetzende Pilzarten und Kleinstlebewesen, sind auf die unterschiedlichen Abbau- und Entwicklungsstadien des abgestorbenen und alten Holzes angewiesen; diese sind ihrerseits Nahrungsgrundlage für große und kleine Beutegreifer.
Bei den Käfern gelang im Bannwald bisher der Nachweis von 29 Arten, von denen sieben landesweit als gefährdet eingestuft werden, unter anderem der Große Zunderschwamm-Pochkäfer (Dorcatoma robusta), eine bisher im Raum Bodensee-Oberschwaben nicht nachgewiesene Art.